# 武田信安
武田 信安（たけだ のぶやす、宝永4年（1707年） - 天明8年4月11日（1788年5月16日））は、江戸時代中期の高家旗本。武田信興の長男。母は大久保忠鎮の娘。通称は市之丞、主水、菫山。
享保20年（1735年）12月12日、将軍徳川吉宗に御目見する。元文3年（1738年）10月4日、父信興の死去により家督を相続する。表高家衆に列し、生涯高家職に就くことはなかった。安永8年（1779年）12月3日、隠居して養子信明に家督を譲る。天明8年（1788年）4月11日死去、享年82。
正室は梶川頼照の娘。長男の信用は早世し、他に男子はなかった。そのため、親類とされる武田遺臣末裔の柳沢家から養子信明を迎え、信玄の血統は信安の代をもって断絶となった。これ以降、武田家の血筋は柳沢家の血筋に入れ替わって（柳沢流武田家）名跡が継承された。ただし、信玄の直系としては七男の武田信清の子孫が米沢武田家として、途中女子に婿養子を迎える形となって男系としては絶えたが、現存している。